# コートニー・ドレイパー
コートニー・ドレイパー（Courtnee Draper, 1985年 - ）はアメリカ合衆国フロリダ州オーランド出身の女優。

## 略歴
軍人である父親の仕事の関連で、子供の頃は沖縄に住んだこともある。エリザベス・ウィロー、ホリーアン、アイビー・ダイアンの3人の姉妹がいる。

## 出演作

### テレビ
- バフィー 〜恋する十字架〜 Buffy the Vampire Slayer (2002) アナベル役
- ヴェロニカ・マーズ Veronica Mars (2004) ダーシー役
- トゥルーコーリングTRU CALLING（2005)メリッサ役
- CSI:マイアミ CSI: Miami (2006) ゲスト
- ゴースト 天国からのささやき Ghost Whisperer (2007) ゲスト

### 映画
- 犬いなる遺産 The Duke (2001)
- マーメイド・ボーイ 僕って人魚!? The thirteenth Year (1999)

### ゲーム
- バイオショック インフィニット Bioshock: Infinite (2013)